# Quảng cáo nhắm đối tượng
Quảng cáo nhắm đối tượng (Tiếng Anh: Targeted Advertising) là một hình thức quảng cáo trực tuyến (online marketing), hướng đến một đối tượng khán giả có các đặc điểm cụ thể. Các đặc điểm này có thể dựa trên các yếu tố về nhân khẩu học như: chủng tộc, giới tính, tuổi tác, tình trạng kinh tế, trình độ học vấn, mức thu nhập,... hoặc về tâm lý học như tính cách, lối sống, thái độ, quan điểm, sở thích,... và cũng có thể  là dựa trên các  hành vi như lịch sử tìm kiếm, lịch sử mua hàng và các hoạt động khác trên internet. Quảng cáo nhắm đến đối tượng sẽ làm đối tượng khán giả tiếp nhận thông điệp theo phù hợp với mong muốn và nhu cầu của mình hơn.
Các doanh nghiệp sẽ xem xét mức độ phù hợp giữa sản phẩm hoặc dịch vụ mà mình cung cấp với các dữ liệu liên quan đến người tiêu dùng mà họ đã thu thập để chọn ra một nhóm khách hàng tiềm năng và đăng tải các quảng cáo hướng đến đối tượng này, tránh lãng phí chi phí quảng cáo đến tất cả khách hàng mục tiêu, điều này thường không đem lại hiệu quả cao.
Dưới sự phát triển ngày càng mạnh mẽ của Internet, việc quảng cáo trực tuyến nói chung và quảng cáo nhắm đối tượng nói riêng ngày càng được các doanh nghiệp chú trọng. Trong khi quảng cáo trực tuyến mà không nhắm đến một mục tiêu hay đối tượng cụ thể dễ bị phớt lờ bởi người dùng thì việc quảng cáo hướng đối tượng sẽ dễ dàng gây chú ý và thúc đẩy động cơ mua hàng của họ lên cao.

## Cách thức hoạt động
Đây là cách mà quảng cáo nhắm đối tượng hoạt động:
- Khi khách hàng truy cập vào một trang thương mại điện tử hay trên một website để tìm kiếm một sản phẩm hay một dịch vụ nào đó thì mọi thông tin cá nhân, hoạt động trực tuyến hay thói quen mua sắm online như:các từ khóa tìm kiếm, thời gian, địa điểm hay tần suất truy cập, gọi chung là dấu chân điện tử (Digital Footprint) sẽ được gửi đến bên thứ ba là các mạng quảng cáo (Advertising network)
- Thông tin sau đó sẽ được lưu trữ vào Cookie, một tệp nhỏ được các website đặt trên máy tính cho phép các trang web hay các nhà mạng quảng cáo lưu trữ và chia sẻ thông tin của người dùng.
- Sau này, nếu khách hàng có truy cập vào một trang web khác trong cùng một mạng quảng cáo, thì các sản phẩm mà khách hàng đã nhìn thấy ở trang web đầu tiên sẽ được xuất hiện với mục đích thu hút thu hút sự chú ý, quan tâm khi quay lại trang web và tăng khả năng mua hàng của họ.

Tuy nhiên, để loại bỏ tình trạng trên thì người dùng có thể xóa Cookie trên trình duyệt để tránh thông tin cá nhân của bị chia sẻ.
Đây là một ví dụ cho cách thức hoạt động của quảng cáo nhắm đối tượng: Nếu khách hàng sử dụng tính năng đăng nhập bằng Facebook truy cập vào một trang web để mua túi xách thì mọi thông tin của khách hàng đã được gửi tới Facebook, sau đó nếu họ sử dụng Facebook thì các quảng cáo về túi xách mà họ đã quan tâm sẽ xuất hiện trên Newsfeed.

## Những kiểu quảng cáo nhắm đối tượng

### Theo nhân khẩu học (Demographic targeting)
Quảng cáo nhắm đối tượng theo nhân khẩu học: sử dụng các thông tin về tuổi tác, giới tính, thu nhập, ngôn ngữ, tình trạng hôn nhân, gia đình để tiếp cận nhóm khách hàng tương ứng.
Đây là một ví dụ cho quảng cáo nhắm đối tượng theo nhân khẩu học: Nếu công ty có sản phẩm phù hợp với nam giới ở độ tuổi từ 18-25 thì có thể tiếp cận nhóm khách hàng này thông qua các phương tiện truyền thông hay các công cụ quảng cáo như Adwords để thu hút họ và tăng khả năng mua hàng từ họ. Lợi ích của quảng cáo nhắm đối tượng dựa theo nhân khẩu học:
Dưới đây là những lợi ích của quảng cáo nhắm đối tượng theo nhân khẩu học
- Tiếp cận đúng đối tượng: Khi sử dụng quảng cáo nhắm đối tượng theo nhân khẩu học sẽ giúp hạn chế hiển thị quảng cáo với những ai không có nhu cầu mua, từ đó làm tăng tần số hiển thị với những khách hàng tiềm năng và giảm được các chi phí quảng cáo không cần thiết
- Tùy chỉnh quảng cáo và giá thầu: Khi công ty của có quá nhiều nhóm khách hàng với các độ tuổi, giới tính, thu nhập hay phong cách sống khác nhau thì việc thực hiện một chiến dịch quảng cáo khó lòng tiếp cận hiệu quả và thỏa mãn nhu cầu của những nhóm khách hàng này. Với quảng cáo nhắm đối tượng theo nhân khẩu học sẽ giúp có thể phân chia các gói giá thầu hay thực hiện các chiến dịch quảng cáo khác nhau sao cho phù hợp với từng nhóm khách hàng tương ứng.
- Nhận ra được các tỷ lệ chuyển đổi: trên các báo cáo để có thể thay đổi các nội dung, hình thức sao cho phù hợp để tăng hiệu quả thu hút và tiếp cận các nhóm khách hàng này.

### Theo hành vi (Behavioral targeting)
Quảng cáo nhắm đối tượng theo hành vi (còn được gọi là quảng cáo hành vi trực tuyến) là phương pháp cho phép nhà quảng cáo và nhà xuất bản hiển thị quảng cáo và thông điệp tiếp thị có liên quan đến người dùng dựa trên hành động trực tuyến của họ. Ví dụ, nếu khách tìm kiếm thông tin về những trang phục hay mẫu xe mới  mới trên công cụ tìm kiếm hoặc trang web, người dùng có thể thấy quảng cáo cho những bộ trang phục, mẫu xe mới hiển thị trên các trang web khác, chẳng hạn như các trang web tin tức. Bằng cách này, quảng cáo sẽ xuất hiện xung quanh khách hàng từ trang này sang trang khác
Có hai loại quảng cáo nhắm đối tượng theo hành vi chính là hành vi tại chỗ (onsite) và hành vi mạng (network)

#### Hành vi tại chỗ (Onsite)
Nhắm đối tượng theo hành vi tại chỗ xảy ra trong một trang web cụ thể và thường được triển khai như một phần của cá nhân hóa trang web. Quảng cáo được hiển thị cho người dùng dựa trên dữ liệu hành vi và thông tin khác về khách truy cập được thu thập trên các trang của cùng một trang. Phương pháp này đóng một vai trò quan trọng trong việc xây dựng trải nghiệm hợp lý và phù hợp hơn cho người dùng.
Bằng cách này, người dùng sẵn sàng tham gia vào trang web hơn, dành nhiều thời gian hơn để xem và chuyển đổi (nghĩa là thực hiện một hành động như mua hàng hoặc đăng ký nhận bản tin)

#### Hành vi mạng (Network)
Nhắm đối tượng theo hành vi mạng tập trung nhiều hơn vào các loại/ kiểu  người dùng. Ví dụ: khách truy cập vào một trang web bóng đá có khả năng lớn là nam và quảng cáo sẽ được hướng đến đối tượng nam giới. Ngoài ra, nhắm đối tượng theo hành vi mạng có thể được sử dụng để xác định chính xác hơn từng sở thích của người dùng.

### Theo ngữ cảnh (Contextual Targeting)
Quảng cáo nhắm đối tượng theo ngữ cảnh cho phép nhà quảng cáo hiển thị quảng cáo có liên quan dựa trên nội dung của trang web chứ không phải sử dụng dữ liệu về khách truy cập. Đây là phương pháp mà nhà quảng cáo đặt vị trí quảng cáo hiển thị trên các trang web có liên quan trực tiếp đến sản phẩm được bán trong quảng cáo. Kỹ thuật này cũng được sử dụng bởi các công cụ tìm kiếm để đưa quảng cáo lên các trang kết quả của họ. Nó được thực hiện bằng cách đối chiếu các từ khóa tìm kiếm với nội dung trong quảng cáo. Mặc dù đôi khi kỹ thuật đối chiếu này thất bại, vì nó có thể bỏ qua sự khác biệt giữa tương quan tích cực và tiêu cực. Điều này có thể dẫn đến việc đặt quảng cáo mâu thuẫn, không phù hợp với nội dung
Đây là hình thức quảng cáo không hoàn toàn mới. Bởi vì trước khi Internet ra đời, quảng cáo nhắm đối tượng theo ngữ cảnh đã được sử dụng rộng rãi trong các quảng cáo trên tạp chí và báo giấy. Ngày này, dưới sự phát triển của Internet, các nhà xuất bản vẫn tận dụng việc sử dụng quảng cáo nhắm đối tượng theo ngữ cảnh, đơn giản vì hình thức này hiệu quả đối với các loại nội dung cụ thể và dễ dàng thu hút được khách hàng nếu thực hiện tốt tiếp thị nội dung.

### Theo vị trí địa lý (Geo-Targeting)
Nhắm đối tượng theo vị trí địa lý đề cập đến việc cung cấp, phân bổ nội dung quảng cáo cho người dùng dựa trên vị trí hiện tại của họ. Trong các chiến dịch quảng cáo có trả phí, quảng cáo nhắm đối tượng theo vị trí địa lý thường được sử dụng để tiếp cận các nhóm khách hàng tiềm năng tại một khu vực xác định.
Dữ liệu vị trí được khai thác dựa trên quyền truy cập vào thông tin vị trí của các ứng dụng, mã ZIP, địa chỉ IP, hoặc ID của thiết bị điện tử… Thông tin của người dùng thông qua đó được lưu trữ dưới dạng mã hóa, từ đó các nhà tiếp thị có thể dễ dàng nhắm mục tiêu dựa trên những thông tin trên.
Loại Quảng cáo nhắm đối tượng này hướng đến việc phân phối quảng cáo đến đúng đối tượng tại một địa điểm phù hợp. Ví dụ, người dùng có thể được gợi ý về các cửa hàng ăn uống, địa điểm vui chơi trong thành phố v.v…
Dù Quảng cáo nhắm đối tượng theo vị trí địa lý có thể cải thiện hiệu quả của việc phân phối quảng cáo, nhưng cũng đã có những ý kiến trái chiều về việc liệu hoạt động này có ảnh hưởng đến quyền riêng tư của công dân hay không.

### Tiếp thị trên các công cụ tìm kiếm (SEM)
Tiếp thị trên các công cụ tìm kiếm (SEM) là một hình thức quảng cáo nhắm đối tượng trên Internet liên quan đến việc thu hút khách hàng truy cập Website bằng cách tăng khả năng hiển thị của trang Web trên các trang công cụ tìm kiếm (SEO) hoặc quảng cáo từ khóa (PSA).
Mục tiêu tổng thể của SEM là tăng khả năng hiển thị nội dung quảng cáo hay webstie trong các công cụ tìm kiếm bằng cách đạt được thứ hạng cao hơn trong SERPS (trang kết quả của công cụ tìm kiếm) hoặc vị trí hàng đầu cho các vị trí đặt quảng cáo. Vị trí quảng cáo và thứ hạng cao hơn đồng nghĩa với việc lưu lượng truy cập nhiều hơn và điều này có thể mang lại kết quả tốt cho doanh nghiệp.
SEM sử dụng các công cụ tìm kiếm để tiếp cận đối tượng mục tiêu, và Google là một trong những công cụ phổ biến nhất. Các chiến dịch tiếp thị của doanh nghiệp trên Google là một loại Quảng cáo nhắm đối tượng. Hoạt động này dựa trên lịch sử truy cập trang web hoặc tìm kiếm của người dùng để phân phối lại những quảng cáo của các sản phẩm họ đã xem trước đó.
Cụ thể, Goolge có nhiều nền tảng khác nhau để phân phối quảng cáo hiển thị.  Mạng Tìm Kiếm sẽ hiển thị quảng cáo của doanh nghiệp trên những nền tảng như: Google Search, Google Maps, Google Shopping và các website liên kết khác. Mạng Hiển Thị bao gồm các trang web khác như Gmail, Blog, Youtube,… Hai hình thức này sẽ phù hợp và mang lại hiệu quả cho những mục tiêu của doanh nghiệp.
Google sử dụng mạng hiển thị của mình để theo dõi những gì người dùng đang xem và thu thập thông tin về họ. Khi người dùng truy cập vào một trang web sử dụng mạng hiển thị Google, trang web sẽ gửi cookie đến Google, hiển thị thông tin về người dùng, những gì họ tìm kiếm, họ đến từ đâu, địa chỉ IP,… sau đó xây dựng hồ sơ xung quanh những thông tin trên, cho phép Google dễ dàng nhắm mục tiêu quảng cáo đến người dùng cụ thể hơn.

### Theo các phương tiện truyền thông xã hội (Social Media Targeting)
Nhắm đối tượng trên các phương tiện truyền thông mạng xã hội là một trong những hình thức quảng cáo nhắm đối tượng. Hoạt động này dựa trên các yếu tố như nhắm mục tiêu theo vị trí địa lý, hành vi, tâm lý xã hội, và những thông tin thu thập được trong quá trình người dùng sử dụng các mạng xã hội nói chung.
Ví dụ, Facebook và Instagram có thể dựa trên lịch sử hoạt động của người dùng để phân phối quảng cáo của doanh nghiệp đến đúng đối tượng cần hướng tới. Những khách hàng quan tâm đến một sản phẩm cụ thể sẽ được tự động nhắm mục tiêu bởi các quảng cáo của sản phẩm đó.
Các trang mạng xã hội đồng thời cũng tạo ra những "hồ sơ khách hàng" (Customer Profile) – nơi tổng hợp tất cả những điều người dùng quan tâm, tương tác, nhắc đến trên Mạng xã hội. Facebook cho phép các nhà tiếp thị nhắm mục tiêu quảng cáo theo các đặc điểm của người dùng như giới tính, tuổi tác, vị trí. Hơn thế nữa, Facebook ngày càng chi tiết hóa các đặc điểm của khách hàng theo nhân khẩu học, hành vi, sở thích,… Điều này giúp nhà quảng cáo phân bổ nội dung của mình đến đúng đối tượng và tối ưu chi phí của các chiến dịch

### Nhắm chọn lại (Retargeting)
Quảng cáo nhắm chọn lại sử dụng quảng cáo trả tiền để "đeo bám" khách hàng, có thể hiểu như là tiếp cận lại khách hàng tiềm năng, thuyết phục họ truy cập lại website hoặc landing page nhằm mục đích làm tăng tỉ lệ chuyển đổi đơn hàng. Các nhà tiếp thị theo dõi các dữ liệu  hành vi của người tiêu dùng trên các website để quảng cáo lại một sản phẩm hay dịch vụ cụ thể nào đó mà khách hàng đã tìm kiếm hoặc nhìn thấy sau khi họ rời khỏi website nhằm mục đích kích thích sự mua sản phẩm. Đây là một phương thức quảng cáo rất hiệu quả.
Đối với hầu hết các website, chỉ có 2% lưu lượng truy cập web chuyển đổi trong lần truy cập đầu tiên. Nhắm mục tiêu lại là một công cụ được thiết kế để giúp các công ty tiếp cận 98% người dùng không chuyển đổi ngay lập tức.
Nhắm chọn lại được xem là một công nghệ đằng sau quảng cáo theo dõi người dùng từ trang web này đến trang web khác.

### Nhắm mục tiêu theo thời gian (Time Targeting)
Nhắm mục tiêu theo thời gian nhằm mục đích quảng cáo trong khoảng thời gian phù hợp với lịch trình hàng ngày của khách hàng, tiếp cận khách hàng đúng thời điểm, tạo môi trường thoải mái khi khách hàng tiếp nhận quảng cáo. Các nhà quảng cáo có thể điều chỉnh khung giờ để các quảng cáo xuất hiện tiếp cận đến khách hàng.
Ví dụ:
Quảng cáo thường xuất hiện trong khung giờ từ 5pm đến 8pm, đây được xem là khoảng thời gian sau khi khách hàng tan làm.
Quảng cáo loại thức ăn và nước uống trong các khoảng thời gian ăn trưa hoặc ăn tối sẽ kích thích sự mua của khách hàng.
Quảng cáo các dịch vụ giải trí như quán bar, spa, nhà hàng,v.v... vào tối các ngày cuối tuần sẽ đạt hiệu quả hơn.
Sử dụng nhắm mục tiêu theo thời gian đem lại những lợi ích sau trong chiến dịch quảng cáo:
1. Tăng tương tác bằng cách đặt nó chỉ chạy vào ngày, giờ, phút khi quảng cáo có khả năng tiếp cận và tương tác với đối tượng khán giả nhiều nhất.
2. Tối đa hóa hiệu quả ngân sách chiến dịch quảng cáo bằng cách xuất bản theo giờ hoặc phút liên quan trong ngày.
3. Tiết kiệm được thời gian thay vì theo dõi thủ công thời gian phát quảng cáo.[20]

### Nhắm mục tiêu theo thiết bị (Device Targeting)
Nhắm mục tiêu thiết bị cho phép quảng cáo tiếp cận khách hàng ở bất kì thiết bị nào như điện thoại di động, máy tính bảng, máy tính xách tay, Tivi. Quảng cáo điều khiển được thời gian, địa điểm và thiết bị khách hàng đang sử dụng để cung cấp các quảng cáo tối ưu hơn. Điều này cho phép các nhà quảng cáo tạo ra các quảng cáo có thể phục vụ cho lịch trình của khách hàng và từng môi trường thay đổi cụ thể hơn.

## Hiệu quả của quảng cáo nhắm đối tượng
Quảng cáo nhắm đối tượng cải thiện hiệu quả của các chiến dịch tiếp thi trực tuyến cho doanh nghiệp. Hoạt động này giúp nhà tiếp thị tối ưu chi phí và giảm thiểu việc lãng phí ngân sách bằng cách sản xuất, phân phối nội dung quảng cáo đến nhóm đối tượng mà doanh nghiệp lựa chọn.
Mặt khác, hiệu quả của quảng cáo nhắm đối tượng chủ yếu tập trung vào nhóm người dùng đã được-nhắm-mục-tiêu, nhưng nó cũng ảnh hưởng đến nhóm đối tượng chưa-được-nhắm-mục-tiêu. Những người dùng ngoài ý muốn sẽ bắt gặp những quảng cáo không hướng đến mình và hình thành những suy nghĩ, hành vi, quyết định liên quan đến mẫu quảng cáo đó, hay xa hơn là thương hiệu, công ty đó. Những yếu tố này có thể ảnh hưởng đến hành vi của người dùng trong tương lai.
The Network Advertising Initiative đã tiến hành một nghiên cứu  vào năm 2009 để đo lường chi phí và hiệu quả của quảng cáo nhắm đối tượng. Nghiên cứu cho thấy:
- Quảng cáo nhắm đối tượng đảm bảo doanh thu gấp 2.7 lần so với những quảng cáo không hướng đến một đối tượng cụ thể.
- Tỉ lệ chuyển đổi hiệu quả gấp 2 lần so với quảng cáo thông thường

## Ưu điểm và nhược điểm

### Ưu điểm

#### Đối với doanh nghiệp
Thực hiện các chiến dịch quảng cáo một cách hiệu quả vì khi doanh nghiệp có thông tin về các khách hàng mục tiêu của mình. Từ đó họ sẽ dễ dàng đưa ra các quyết định tiếp thị của mình hơn.
Tiết kiệm chi phí quảng cáo không cần thiết
Tăng lợi tức đầu tư (ROI) do quảng cáo nhắm đối tượng mang lại kết cả cao hơn (doanh thu gia tăng  với chi phí thấp hơn)

#### Đối với người tiêu dùng
Khi các doanh nghiệp đẩy các quảng cáo trên internet dựa trên các lịch sử tìm kiếm hay hành vi lựa chọn, mua sắm của khách hàng, người tiêu dùng được nhắm đến sẽ thấy các quảng cáo đó. Điều này giúp việc mua sắm của người dùng cũng trở nên dễ dàng hơn và tiết kiệm rất nhiều thời gian.
Người dùng sẽ có cái nhìn tốt hơn về văn hóa thương hiệu và các thông điệp mà nó muốn truyền tải thông qua việc sử dụng các điểm tiếp xúc (touch point) một cách hiệu quả  vì các quảng cáo hướng đối tượng sẽ sử dụng các yếu tố như ngôn từ, hình ảnh, âm thanh, khẩu hiệu dựa trên các "lifestyle" của người dùng khiến họ dễ dàng bị ấn tượng và quan tâm hơn.

### Nhược điểm

#### Đối với doanh nghiệp
Việc thu thập các dữ liệu để thực hiện các quảng cáo hướng đối tượng là một quá trình tốn thời gian, chi phí và vận dụng đáng kể sự kiên nhẫn, nỗ lực trong việc tìm kiếm thông tin và phân tích hành vi của người tiêu dùng
Các quảng cáo hướng đối tượng quá nhiều có thể gây ra sự phản kháng và khó chịu từ người tiêu dùng vì hầu hết mọi người thoát khỏi các trang có quá nhiều quảng cáo.
Các quảng cáo hướng đối tượng sẽ bị hạn chế phạm vi tiếp cận, có thể bỏ lỡ những nhóm khách hàng tiềm năng khác. Hơn nữa việc theo dõi các khách hàng trên internet cũng không thể đảm bảo rằng các doanh nghiệp có thể nhận ra sự thay đổi trong nhu cầu của họ, dẫn đến việc tốn kém chi phí, ảnh hưởng đến các lợi nhuận đã được dự tính trước đó.

#### Đối với người tiêu dùng
Mối lo ngại lớn nhất của người tiêu dùng đối với các quảng cáo hướng đối tượng là sự xâm phạm quyền riêng tư cá nhân do dữ liệu của họ đang được chia sẻ. Cụ thể, tất cả các hoạt động trên internet sẽ được lưu trữ trên một tệp văn bản gọi là Cookie, các nhà quảng cáo sẽ theo dõi  các dữ liệu từ Cookie để phác họa chân dung khách hàng mục tiêu từ đó dễ dàng  đưa các quảng cáo phù hợp với nhu cầu của họ lên trên đầu, khiến người tiêu dùng bị hạn chế sự nhận biết về các sản phẩm thay thế, bị giới hạn các lựa chọn cho bản thân.

## Tối ưu quảng cáo nhắm đối tượng

### 1. Xác định mục tiêu quảng cáo
Nhà tiếp thị cần xác định mục tiêu phù hợp cho các chiến dịch quảng cáo nhắm đối tượng: tăng nhận biết thương hiệu, thúc đẩy doanh số, thu hút khách hàng truy cập website,…

### 2. Đối tượng quảng cáo
Phân tích khách hàng mục tiêu là việc phân tách và xác định các đặc điểm của đối tượng mục tiêu ở mức độ chi tiết.
Thông thường, phân tích khách hàng mục tiêu sẽ bao gồm các phân đoạn như sau:

#### Tạo bản mô tả khách hàng mục tiêu (Customer Persona)
Bản mô tả khách hàng mục tiêu  bao gồm các thông tin cơ bản về khách hàng mà doanh nghiệp đang nhắm đến. Customer persona là một tài liệu quan trọng vì nó vừa để doanh nghiệp hiểu được họ cần tập trung vào ai, họ như thế nào, vừa là công cụ để truyền thông trong nội bộ đội ngũ tiếp thị hoặc với các phòng ban chức năng khác.

#### Vẽ ra hành trình khách hàng (Customer Journey)
Hành trình mua hàng là quá trình nhà tiếp thị muốn đưa khách hàng từ một người chưa biết gì về sản phẩm hoặc dịch vụ trở thành khách hàng của công ty, hay xa hơn là người sẵn sàng giới thiệu thương hiệu. Quá trình này được thiết kế thông qua những trải nghiệm của khách hàng. Từ đó doanh nghiệp có thể hiểu được động lực của khách hàng, nhu cầu và những vấn đề của họ.
Việc không phân tách quá trình này thành các bước rõ ràng, sẽ dễ đưa đến việc doanh nghiệp cung cấp những nội dung hay hỗ trợ hoặc sử dụng công cụ không đúng thời điểm, làm giảm hiệu quả tổng thể.

#### Nghiên cứu sự thật ngầm hiểu (Customer Insight)
Khái niệm Customer Insight hướng đến việc tìm ra những khía cạnh hoặc sự thật ngầm hiểu tồn tại bên trong đối tượng khách hàng mục tiêu mà nhà tiếp thị không dễ dàng phát hiện nếu chỉ dựa trên thông tin được cung cấp trong bảng mô tả khách hàng.

#### Phân tích hành vi Khách hàng mục tiêu
Đối với quảng cáo nhắm đối tượng, phân tích hành vi sẽ diễn ra trên nền tảng Online. Với sự hỗ trợ của công cụ phù hợp, nhà tiếp thị có thể biết chính xác điều gì đã và đang diễn ra khi khách hàng truy cập vào các trang web của họ.

### 3. Nội dung quảng cáo
Nội dung quảng cáo được tạo ra thường dựa trên mục đích quảng cáo. Nếu quảng cáo nhằm mục đích thông tin, nội dung quảng cáo sẽ tập trung vào hình ảnh thương hiệu, sản phẩm,…. Với quảng cáo nhằm mục đích thuyết phục, nội dung quảng cáo sẽ tập trung vào lợi ích sản phẩm. Trong trường hợp quảng cáo nhằm vào mục tiêu gợi nhớ, nội dung thông điệp thường chỉ đơn giản là làm nổi bật nhãn hiệu sản phẩm. Quảng cáo với mục tiêu so sánh, nội dung thông điệp sẽ tập trung vào việc phân tích lợi ích sản phẩm của doanh nghiệp so với sản phẩm đối thủ…

## Cách để hạn chế quảng cáo nhắm đối tượng
- Tải xuống một trình chặn quảng cáo (Ads Blocker) cho trình duyệt web để giúp loại bỏ hầu hết các quảng cáo.
- Nếu không sử dụng trình chặn quảng cáo, bạn có thể sử dụng bộ lọc quảng cáo (Filter Ad) để loại trừ quảng cáo. Trình duyệt Google Chorm đã giới thiệu tính năng này vào ngày 15 tháng 2 năm 2018.[31]
- Cài đặt quyền riêng tư cho trình duyệt web, xóa hết các dữ liệu trong Cookies và yêu cầu các trang web không theo dõi thông tin.
- Truy cập các trang web Opt-out[32], chẳng hạn như About Ads và yêu cầu các công ty quảng cáo đang tham gia ngừng theo dõi thông tin.
- Giảm các lượng thông tin mà chia sẻ qua mạng xã hội.
- Tắt các tính năng wifi, dữ liệu di động, bluetooth, vị trí và Near-Field Communication (NFC) khi không sử dụng.